# Bebo Norman

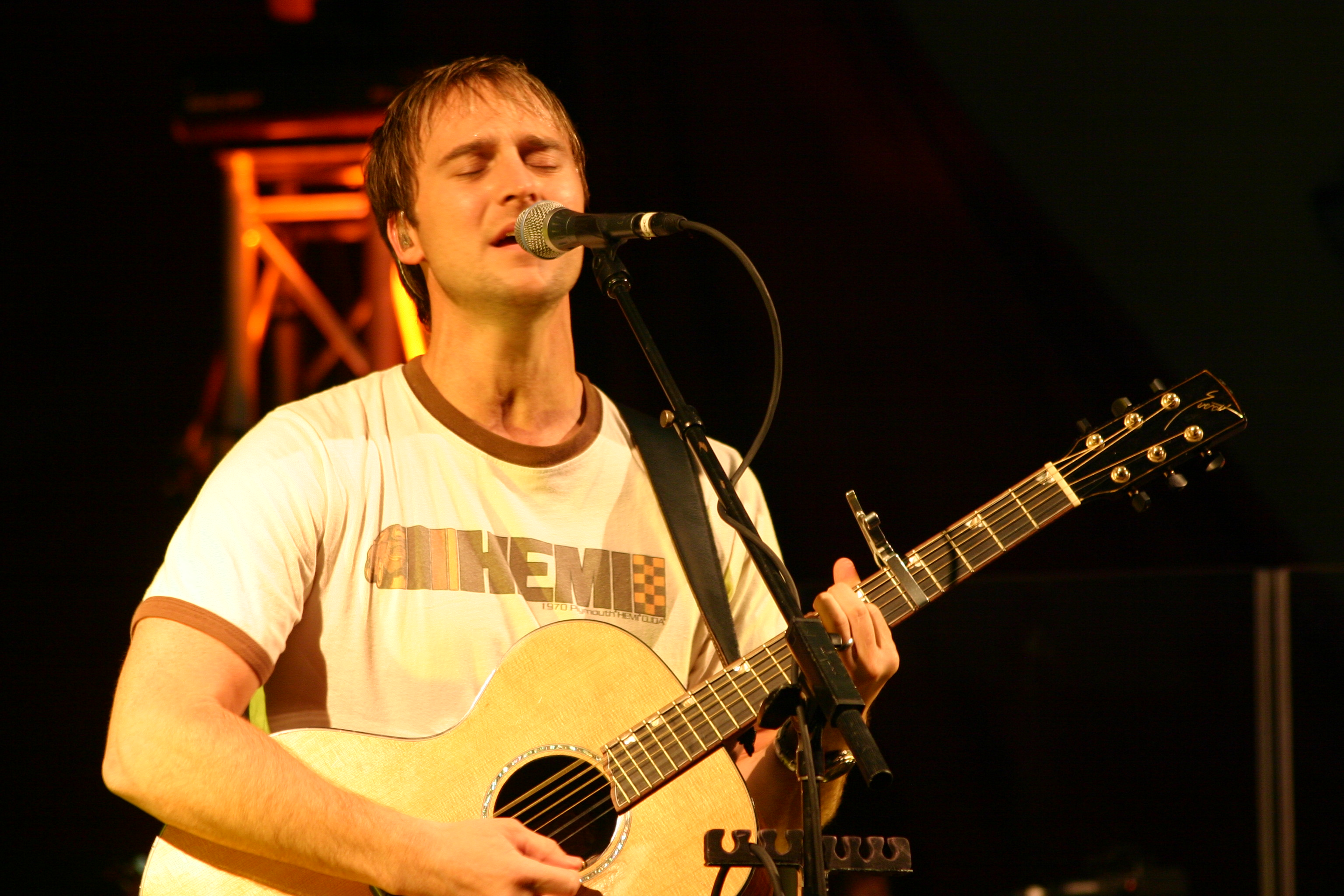
Bebo Norman

Jeffrey Stephen "Bebo" Norman (Columbus (Georgia), 29 mei 1973) is een modern-christelijke musicus.
Zijn succesvolste album tot nu toe is Myself When I Am Real. In dit album zijn populaire liedjes opgenomen zoals Great Light of the World en Falling Down. Andere populaire nummers van Bebo zijn Disappear, Nothing Without You, I Will Lift My Eyes, en Borrow Mine. In het begin van zijn carrière als zanger werd hij populair toen hij meedeed met een andere christelijke band genaamd Caedmon's Call. Normans fans noemen hem Simpletons.
Norman was oorspronkelijk betrokken bij 'Young Life Ministries' en wist een aanzienlijke fanclub op te bouwen door mee te doen aan de zomerkampen. Dit heeft ervoor gezorgd dat er overeenkomsten zijn tussen musicus Matt Wertz en producer Ed Cash, die ook een reputatie kregen door hun deelname aan Young Life. 

## Discografie
- The Fabric of Verse (1999)
- Ten Thousand Days (1999)
- Big Blue Sky (2001)
- Myself When I Am Real (2002)
- Try (2004)
- Between the Dreaming and the Coming True (2006)
- Christmas From the Realms of Glory (2007)
- Self-Titled/Bebo Norman (2008)
- Ocean (2010)
- Lights Of Distant Cities (2012)